# Amerotyphlops tycherus
Espèce
Synonymes
- Typhlops tycherus Townsend, Wilson, Ketzler & Luque-Montes, 2008

Statut de conservation UICN

 VU D2 : Vulnérable
Amerotyphlops tycherus est une espèce de serpents de la famille des Typhlopidae. 

## Répartition
Cette espèce est endémique du département de Santa Bárbara au Honduras. Elle se rencontre à 1 550 m d'altitude dans la Montaña de Santa Bárbara,.

## Description
L'holotype d'Amerotyphlops tycherus, une femelle adulte, mesure 371 mm dont 5,6 mm pour la queue.

## Étymologie
Son nom d'espèce, du grec ancien τυχερός, tycheros, « chanceux », lui a été donné en référence à la suite d'évènements providentiels qui ont conduit à l'obtention de l'holotype.

## Publication originale
- Townsend, Wilson, Ketzler & Luque-Montes, 2008 : The largest blindsnake in Mesoamerica: a new species of Typhlops (Squamata: Typhlopidae) from an isolated karstic mountain in Honduras. Zootaxa, no 1932, p. 18–26.